# Chiromyscus
Chiromyscus is een geslacht van knaagdieren uit de familie van de muisachtigen (Muridae). De wetenschappelijke naam van het geslacht werd in 1925 gepubliceerd door Oldfield Thomas.

## Soorten
Er worden drie soorten in dit geslacht geplaatst:
- Chiromyscus chiropus (Thomas, 1891)
- Chiromyscus langbianis (Robinson & Kloss, 1922)
- Chiromyscus thomasi Balakirev, Abramov, & Rozhnov, 2014

Aethomys-divisie ·
Apodemus-divisie ·
Arvicanthis-divisie ·
Chrotomys-divisie ·
Colomys-divisie ·
Crunomys-divisie ·

Dacnomys-divisie (Anonymomys · Chiromyscus · Dacnomys · Leopoldamys · Niviventer · Qianomys · Saxatilomys · Srilankamys · Tonkinomys · Wushanomys) ·

Dasymys-divisie ·
Echiothrix-divisie ·
Golunda-divisie ·
Hadromys-divisie ·
Hybomys-divisie ·
Hydromys-divisie ·
Lorentzimys-divisie ·
Malacomys-divisie ·
Maxomys-divisie ·
Melasmothrix-divisie ·
Micromys-divisie ·
Millardia-divisie ·
Mus-divisie ·
Oenomys-divisie ·
Phloeomys-divisie ·
Pithecheir-divisie ·
Pogonomys-divisie ·
Pseudomys-divisie ·
Rattus-divisie ·
Stenocephalemys-divisie ·
Uromys-divisie ·
Xeromys-divisie ·
Niet-ingedeelde geslachten